# Etcheverrius tandilensis
Etcheverrius tandilensis är en fjärilsart som beskrevs av Köhler 1935. Etcheverrius tandilensis ingår i släktet Etcheverrius och familjen praktfjärilar. Inga underarter finns listade i Catalogue of Life.